# Jorge Pitillas
Jorge Pitillas, pseudonym för José Gerardo Hervàs y Cobo de la Torre, död 1742 i Madrid, var en spansk författare, som länge dolde sitt verkliga namn. 
Pitillas, som hade Boileau till förebild, skrev med kraft, historiskt förstånd, lätthet och gratie, som fäste hans vers i minnet, så att de ännu vid 1900-talets början flitigt citerades. Utom poesi och satiriska epigram skrev Pitillas Satira contra los malos escritores de su tiempo och Diario de los literatos. Hans verk ingår i Rivadeneiras Biblioteca de autores españoles, band 41. Pitillas namn är intaget i spanska akademiens Catálogo de autoridades de la lengua.